# Coleophora dipalliata
Coleophora dipalliata é uma espécie de mariposa do gênero Coleophora pertencente à família Coleophoridae.